# الانتخابات البرلمانية الإستونية 2023
أُجريت الانتخابات البرلمانية في إستونيا في 5 مارس 2023 لانتخاب 101 عضوًا في برلمان إستونيا (Riigikogu). شكَّل حزب الوسط بقيادة يوري راتاس حكومةً بعد الانتخابات البرلمانية لعام 2019، حيث شغل راتاس منصب رئيس الوزراء، ولكن تمَّ إسقاط حكومته في يناير 2021 بعد تحقيق فساد؛ وشكلت كايا كلاس من حزب الإصلاح حكومة ائتلافية مع حزب الوسط بعد ذلك على الرغم من سقوطها في يونيو 2022. ثم قامت كلاس بتشكيل حكومة مع حزب إيزاما والحزب الاشتراكي الديمقراطي وبقيت في منصب رئيس الوزراء. في يناير 2023، أعلنت اللجنة الوطنية للانتخابات أن 9 أحزاب سياسية و10 مرشحين فرديين قد سجلوا أنفسهم للمشاركة في الانتخابات البرلمانية لعام 2023.
خلال فترة الحملة، نوقشت القضايا التي تحظى بأكبر قدر من الاهتمام بالدفاع والأمن الوطنيين، بسبب الغزو الروسي لأوكرانيا عام 2022 والاقتصاد. كما شارك أفراد من الأحزاب السياسية المتنافسة في مناقشات منظمة في يناير وفبراير 2023. جرى التصويت في السفارات الأجنبية في الفترة من 18 إلى 23 فبراير بينما كان لدى الناخبين خيار التصويت خلال فترة ما قبل الانتخابات من 27 فبراير إلى 4 مارس.
أسفرت نتائج الانتخابات عن فوز حزب الإصلاح بحصوله على 37 مقعدًا، بينما احتل حزب الشعب المحافظ (EKRE) المرتبة الثانية بـ 17 مقعدًا. وفاز حزب الوسط بـ 16 مقعدًا، بخسارة 10 مقاعد عن الانتخابات السابقة، بينما حصل حزب إستونيا 200 على 14 مقعدًا. كانت هذه أول انتخابات جرى فيها الإدلاء بأكثر من نصف الأصوات إلكترونيًا في إستونيا.

## خلفية
شهدت الانتخابات البرلمانية السابقة، التي أجريت في مارس 2019، خسارة الأغلبية المطلقة التي كانت تحتفظ بها حكومة يوري راتاس في برلمان إستونيا، وهو البرلمان المكون من مجلس واحد في إستونيا. عانى حزب الوسط، وحزب إيزاما، والحزب الديمقراطي الاجتماعي (SDE) من انتكاسة لصالح حزب الإصلاح، بقيادة كايا كالاس، وحزب الشعب المحافظ في إستونيا (EKRE). أعطت كرستي كالجوليد، رئيسة إستونيا، تفويضًا لكلاس لتشكيل حكومة بعد الانتخابات. تفاوض حزب الإصلاح مع حزب الوسط، وحزب إيزاما، والحزب الديمقراطي الاشتراكي، لكنه فشل في النهاية في تشكيل حكومة. بعد التصويت في أبريل 2019، حصل راتاس على التفويض وشكل حكومة بنجاح مع حزب إيزاما وحزب الشعب المحافظ. أدى مجلس وزرائه اليمين في 29 أبريل 2019.
في يناير 2021، سقطت الحكومة التي يقودها حزب الوسط بعد تحقيق في الفساد اتُهم فيه حزب الوسط بطلب دعم مالي يصل إلى مليون يورو خلال عام مقابل 39 مليون يورو قرض لتطوير Hillar Teder العقاري في تالين. رداً على ذلك، استقال راتاس من منصب رئيس الوزراء، بينما عُرض على كلاس تشكيل الحكومة. أبرمت كلاس صفقة مع حزب الوسط، حيث تشغل كلاس الآن منصب رئيس الوزراء. لكن في يونيو 2022، انهارت الحكومة الائتلافية بين حزب الوسط وحزب الإصلاح بسبب معارضة حزب الوسط لقانون يتعلق بالتعليم. حدث هذا خلال الغزو الروسي لأوكرانيا عام 2022 ؛ كان يُنظر إلى حزب الوسط على أنه قريب من الأقلية الروسية في إستونيا. رداً على ذلك، افتتحت كلاس مفاوضات مع حزب إيزاما والحزب الاجتماعي الديمقراطي SDE، ونجحت في تشكيل حكومة في 15 يوليو 2022.

## النظام الانتخابي
يتكون برلمان إستونيا من 101 مقعدًا ويجري انتخاب ممثليه عن طريق التمثيل النسبي في اثنتي عشرة دائرة انتخابية متعددة الأعضاء. وهذا العدد ينقسم إلى 75 مقعدًا في 12 دائرة انتخابية من 5 إلى 15 مقعدًا حسب عدد سكانها، بينما يجري تخصيص المقاعد الـ 26 المتبقية، والمعروفة باسم "مقاعد التعويض"، باستخدام طريقة هوندت d'Hondt لجميع الأحزاب التي تجاوزت العتبة الانتخابية التي تُحدد بـ 5٪، لتقريب النتائج من حيث المقاعد بقدر الإمكان لتلك الخاصة بأصوات السكان. يتمتع الناخبون بإمكانية الإدلاء بصوت تفضيلي لأحد المرشحين في القائمة التي يصوتون لها. إذا حصل المرشح على أصوات تفضيلية أكثر من حاصل القسمة البسيط في دائرته الانتخابية، فيُعلن انتخابه حتى لو فشلت القائمة التي يرشح لها عن تجاوز عتبة 5٪.
في نوفمبر 2022، وقع الرئيس ألار كاريس مرسوم الانتخاب، وحدد موعد 5 مارس 2023 إجراء الانتخابات. يحق للمواطنين الإستونيين الذين لا يقل عمرهم عن 18 عامًا، والمسجلين في قائمة التصويت، ولم تعلن المحكمة أنهم عاجزون أو مدانون بارتكاب جريمة، أو يقضون عقوبة بالسجن التصويت وفق القانون. جرى التصويت في السفارات الأجنبية في الخارج في الفترة من 18 إلى 23 فبراير 2023. أُجري التصويت المسبق في إستونيا في الفترة من 27 فبراير إلى 4 مارس، مما يعني أنه يمكن للناخب التصويت خارج الدائرة الانتخابية في مقر إقامته وإلكترونياً. على عكس الانتخابات السابقة، سُمح الناخبون في 5 مارس من التصويت في أي دائرة داخل الدائرة الانتخابية، بينما يتمكن الناخبون الذين صوتوا إلكترونيًا أثناء التصويت المسبق من التصويت على ورقة اقتراع، وذلك يُلغي تصويتهم الإلكتروني. يمكن للمواطنين غير القادرين على الذهاب إلى مراكز الاقتراع أو التصويت إلكترونيًا طلب صندوق اقتراع في المنزل والتصويت بين 3 و5 مارس 2023. ويقوم حوالي ثمانين مراقبا أجنبيا بمراقبة الانتخابات.

### المقاعد حسب الدائرة الانتخابية
| #                               | الدائرة الانتخابية                           | المقاعد |
| ------------------------------- | -------------------------------------------- | ------- |
| 1                               | Haabersti, Põhja-Tallinn وKristiine في تالين | 10      |
| 2                               | Kesklinn, Lasnamäe وPirita في تالين          | 13      |
| 3                               | Mustamäe وNõmme في تالين                     | 8       |
| 4                               | مقاطعة هاريو (عدا تالين) ومقاطعة رابلا       | 16      |
| 5                               | مقاطعة هيو ومقاطعة لانا ومقاطعة سار          | 6       |
| 6                               | مقاطعة لين-فيرو                              | 5       |
| 7                               | مقاطعة إيدا فيرو                             | 6       |
| 8                               | مقاطعة يارفا ومقاطعة فيلياندي                | 7       |
| 9                               | مقاطعة يوجيفا ومقاطعة تارتو (عدا تارتو)      | 7       |
| 10                              | مدينة تارتو                                  | 8       |
| 11                              | مقاطعة فورو ومقاطعة فالغا ومقاطعة بولفا      | 8       |
| 12                              | مقاطعة بارنو                                 | 7       |
| Source: Eesti Rahvusringhääling |                                              |         |

### تشكيلة البرلمان قبل الانتخابات
|                        |                            |       |  |  |  |  |
| حزب                    | حزب                        | مقاعد |  |  |  |  |
|                        | حزب الإصلاح                | 34    |  |  |  |  |
|                        | حزب الوسط                  | 23    |  |  |  |  |
|                        | حزب الشعب المحافظ          | 19    |  |  |  |  |
|                        | إيزاما                     | 11    |  |  |  |  |
|                        | الحزب الاشتراكي الديمقراطي | 9     |  |  |  |  |
|                        | باريمبولسيد                | 1     |  |  |  |  |
|                        | مستقلون                    | 4     |  |  |  |  |
| المصدر: برلمان إستونيا |                            |       |  |  |  |  |

## الأحزاب المتنافسة
أعلنت اللجنة الانتخابية الوطنية الإستونية عن تسجيل 9 أحزاب سياسية و10 مرشحين أفراد للمشاركة في الانتخابات البرلمانية لعام 2023. جرى تحديد أرقام تسجيلهم وترتيبهم من خلال السحب بالقرعة.
| م | الاسم | الاسم                      | الفكر              | الوضع السياسي         | القائد             | إجمالي المرشحين | نتائج 2019    | نتائج 2019    |
| م | الاسم | الاسم                      | الفكر              | الوضع السياسي         | القائد             | إجمالي المرشحين | الأصوات (%)   | المقاعد       |
| - | ----- | -------------------------- | ------------------ | --------------------- | ------------------ | --------------- | ------------- | ------------- |
| 1 |       | اليمين                     | محافظ              | يمين الوسط            | لافلي بيرلينج      | 125             | لم يكن موجودًا | لم يكن موجودًا |
| 2 |       | الخضر                      | الخضر              | يسار الوسط            | جوانا ماريا توغو   | 58              | 1.8%          | 0 / 101       |
| 3 |       | إيزاما                     | قومي محافظ         | يمين الوسط إلى اليمين | هيلير فالدور سيدير | 125             | 11.4%         | 12 / 101      |
| 4 |       | الحزب الديمقراطي الاجتماعي | ديمقراطية اجتماعية | يسار الوسط            | لوري لانيميتس      | 125             | 9.8%          | 10 / 101      |
| 5 |       | حزب الشعب المحافظ          | شعبوية يمينية      | يميني إلى يميني متطرف | مارتن هيلم         | 125             | 17.8%         | 19 / 101      |
| 6 |       | إستونيا 200                | ليبرالي            | وسط                   | لوري هسار          | 125             | 4.4%          | 0 / 101       |
| 7 |       | حزب الإصلاح                | ليبرالي كلاسيكي    | يمين الوسط            | كايا كالاس         | 125             | 28.9%         | 34 / 101      |
| 8 |       | حزب الوسط                  | ليبرالي اجتماعي    | يسار الوسط            | يوري راتاس         | 125             | 23.1%         | 26 / 101      |
| 9 |       | حزب اليسار المتحد/معاً      | القومية الروسية    | يساري                 | إيغور روزنفيلد     | 25              | 0.1%          | 0 / 101       |
| — |       | مستقلون                    | —                  | —                     | —                  | 10              | 0.3%          | 0 / 101       |

## الحملة الانتخابية

### المشاكل
أشار Eesti Rahvusringhääling إلى أن القضايا التي جرى مناقشتها خلال فترة الحملة كانت تكلفة المعيشة، خاصة فيما يتعلق بارتفاع الأسعار والتضخم، وكذلك القضايا المتعلقة بالأمن والدفاع الوطني بسبب الغزو الروسي لأوكرانيا عام 2022. وأكد أيضًا أن برامج الأحزاب المتنافسة قد تأثرت إلى حد كبير بالحرب الحالية في أوكرانيا. ذكر إيلو سار، أستاذ علم الاجتماع، وترين لوري، الأستاذ المشارك في جامعة تالين، أنه في برامج حزب EKRE وحزب إيزاما، قد ذكروا دعمهم لحماية اللغة الإستونية في التعليم العالي، بينما ذكر حزب إستونيا 200 وحزب SDE "المدارس الموحدة" حيث سوف يدرس الطلاب الناطقون باللغة الإستونية والطلاب الناطقون بالروسية معًا.
وأشار سار ولوري أيضًا إلى أن رأي حزب الوسط غامض فيما يتعلق بموضوع التعليم. أشار حزب الخضر وحزب SDE أيضًا إلى ثقافة المدرسة، وجودة الإدارة، وتقليل الاعتماد على المسار باعتبارها قضايا سيعالجونها. كما أعرب حزب الإصلاح عن دعمه لإدخال دروس الدفاع الوطني في المدارس، في حين قال حزب إيزاما إنه يجب أن يكون هناك المزيد من الاستثمارات في الدفاع الوطني. دعا حزب الوسط إلى رواتب أعلى لأولئك الذين يعملون للمساهمة في الدفاع الوطني، واقترح حزب SDE تطبيق ضريبة جديدة على الإنفاق الدفاعي، بينما قال حزب EKRE إنه يجب إعادة حرس الحدود العسكريين. أشارت آن ريستي من Eesti Rahvusringhääling إلى أن الأحزاب المتنافسة تشترك جميعها في مواقف متشابهة فيما يتعلق بالسياسة الخارجية وأنهم تعهدوا بتنفيذ أشكال من الديمقراطية المباشرة أو الديمقراطية التمثيلية أكثر كفاءة.
فيما يتعلق بالاقتصاد، قال Raiste أيضًا إن الأحزاب المتنافسة تعهدت برفع معاشات التقاعد إلى ألف يورو أو أكثر. أعرب حزب الوسط عن دعمه لإدخال الضرائب التصاعدية، وقد تبنى حزب SDE وحزب الخضر مواقف مماثلة. من ناحية أخرى، ذكر حزب الإصلاح أنه سيوازن الميزانية، بينما دعا حزب EKRE إلى خفض الضرائب. قال حزب إستونيا 200 إنه يجب تخفيض ضرائب العمل بينما وعد Parempoolsed بعدم فرض أي ضرائب جديدة. ذكر الباحثان Liili Abuladze وLuule Sakkeus أن حزب EKRE وحزب إيزاما يضعان سياستهما الأسرية التي تركز على العائلات التي لديها العديد من الأطفال وأن احتياجات الأشخاص الأكثر ضعفًا بالكاد يجري تلبيتها.

## النتائج
جرى التصويت في السفارات الإستونية في الفترة ما بين 18 و23 فبراير 2023. وكانت اللجنة الوطنية للانتخابات قد أعلنت أن أكثر من 456 ألف ناخب أدلوا بأصواتهم خلال فترة ما قبل الانتخابات، التي بدأت في 27 فبراير وانتهت قبل 5 مارس. فتحت مراكز التصويت أبوابها في 5 مارس 2023 من الساعة 9:00 صباحا حتى 8:00 مساءً. هناك 966035 مواطنًا لهم حق التصويت في الانتخابات.
| الحزب                                | الحزب                           | الأصوات | %      | +/–   | المقاعد | +/–  |
| ------------------------------------ | ------------------------------- | ------- | ------ | ----- | ------- | ---- |
|                                      | حزب الإصلاح                     | 190٬659 | 31.24  | +2.31 | 37      | +3   |
|                                      | حزب الشعب المحافظ               | 97٬959  | 16.05  | −1.71 | 17      | −2   |
|                                      | حزب الوسط                       | 93٬243  | 15.28  | −7.28 | 16      | −10  |
|                                      | إستونيا 200                     | 81٬347  | 13.33  | +8.97 | 14      | +14  |
|                                      | الحزب الديمقراطي الاجتماعي      | 56٬578  | 9.27   | −0.56 | 9       | −1   |
|                                      | إيزاما                          | 50٬114  | 8.21   | −3.23 | 8       | −4   |
|                                      | حزب اليسار المتحد/معاً           | 14٬607  | 2.39   | +2.30 | 0       | 0    |
|                                      | اليمين                          | 14٬035  | 2.30   | جديد  | 0       | جديد |
|                                      | الخضر                           | 5٬889   | 0.96   | −0.86 | 0       | 0    |
|                                      | مستقلون                         | 5٬887   | 0.96   | +0.68 | 0       | 0    |
| المجموع                              | المجموع                         | 610٬318 | 100.00 | –     | 101     | 0    |
|                                      |                                 |         |        |       |         |      |
| الأصوات الصحيحة                      | الأصوات الصحيحة                 | 610٬318 | 99.43  |       |         |      |
| الأصوات الباطلة والفارغة             | الأصوات الباطلة والفارغة        | 3٬494   | 0.57   |       |         |      |
| مجموع الأصوات                        | مجموع الأصوات                   | 613٬812 | 100.00 |       |         |      |
| الناخبين المسجلين ومعدل الإقبال      | الناخبين المسجلين ومعدل الإقبال | 966٬129 | 63.53  |       |         |      |
| المصدر: National Electoral Committee |                                 |         |        |       |         |      |

### النتائج وفق الدوائر الانتخابية
| الدائرة                                                       | حزب الإصلاح | حزب الإصلاح | حزب الوسط | حزب الوسط | حزب الشعب المحافظ | حزب الشعب المحافظ | إيزاما | إيزاما | الحزب الديمقراطي الاجتماعي | الحزب الديمقراطي الاجتماعي | إستونيا 200 | إستونيا 200 | الخضر | الخضر | اليمين | اليمين | اليسار المتحد–معاً | اليسار المتحد–معاً | مستقلون | مستقلون |   |
| الدائرة                                                       | %           | مقاعد       | %         | مقاعد     | %                 | مقاعد             | %      | مقاعد  | %                          | مقاعد                      | %           | مقاعد       | %     | مقاعد | %      | مقاعد  | %                 | مقاعد             | %       | مقاعد   |   |
| ------------------------------------------------------------- | ----------- | ----------- | --------- | --------- | ----------------- | ----------------- | ------ | ------ | -------------------------- | -------------------------- | ----------- | ----------- | ----- | ----- | ------ | ------ | ----------------- | ----------------- | ------- | ------- | - |
| الدائرة                                                       | الدائرة 1   | 31.4        | 4         | 20.9      | 4                 | 9.7               | 1      | 5.6    | 1                          | 10.0                       | 1           | 15.7        | 2     | 1.1   | 0      | 2.3    | 0                 | 3.3               | 0       | 0.1     | 0 |
| الدائرة 2                                                     | 29.4        | 4           | 29.0      | 5         | 9.1               | 1                 | 5.4    | 1      | 8.6                        | 1                          | 10.9        | 2           | 1.0   | 0     | 1.6    | 0      | 4.9               | 0                 | 0.1     | 0       |   |
| الدائرة 3                                                     | 34.7        | 3           | 18.9      | 1         | 11.7              | 1                 | 6.5    | 0      | 8.9                        | 1                          | 14.2        | 1           | 1.1   | 0     | 2.1    | 0      | 1.9               | 0                 | 0.0     | 0       |   |
| الدائرة 4                                                     | 40.0        | 7           | 10.2      | 1         | 14.6              | 3                 | 8.3    | 1      | 7.1                        | 1                          | 13.7        | 2           | 0.7   | 0     | 3.4    | 0      | 1.3               | 0                 | 0.8     | 0       |   |
| الدائرة 5                                                     | 27.6        | 1           | 11.2      | 1         | 19.4              | 1                 | 7.8    | 0      | 13.9                       | 1                          | 17.1        | 1           | 0.9   | 0     | 2.1    | 0      | 0.0               | 0                 | 0.0     | 0       |   |
| الدائرة 6                                                     | 31.1        | 1           | 13.4      | 0         | 20.5              | 2                 | 13.7   | 0      | 7.5                        | 0                          | 8.7         | 1           | 0.5   | 0     | 3.0    | 0      | 1.5               | 0                 | 0.2     | 0       |   |
| الدائرة 7                                                     | 14.1        | 1           | 25.8      | 1         | 8.4               | 1                 | 4.0    | 0      | 7.6                        | 0                          | 8.3         | 0           | 0.5   | 0     | 1.0    | 0      | 14.9              | 0                 | 15.5    | 0       |   |
| الدائرة 8                                                     | 27.8        | 2           | 10.2      | 1         | 23.3              | 1                 | 11.9   | 1      | 12.9                       | 2                          | 10.7        | 0           | 0.8   | 0     | 2.1    | 0      | 0.0               | 0                 | 0.3     | 0       |   |
| الدائرة 9                                                     | 30.4        | 3           | 9.2       | 0         | 19.7              | 1                 | 12.0   | 1      | 9.0                        | 0                          | 14.6        | 1           | 1.0   | 0     | 2.6    | 0      | 1.5               | 0                 | 0.0     | 0       |   |
| الدائرة 10                                                    | 35.9        | 4           | 7.3       | 0         | 14.5              | 1                 | 8.6    | 1      | 9.9                        | 1                          | 18.4        | 1           | 1.7   | 0     | 2.0    | 0      | 1.6               | 0                 | 0.0     | 0       |   |
| الدائرة 11                                                    | 24.0        | 5           | 13.4      | 1         | 26.5              | 2                 | 8.5    | 1      | 12.3                       | 1                          | 11.5        | 1           | 1.3   | 0     | 2.3    | 0      | 0.0               | 0                 | 0.2     | 0       |   |
| الدائرة 12                                                    | 29.5        | 2           | 11.4      | 1         | 26.0              | 2                 | 10.0   | 1      | 6.7                        | 0                          | 12.8        | 2           | 0.8   | 0     | 2.2    | 0      | 0.7               | 0                 | 0.0     | 0       |   |
| إجمالي                                                        | 31.24       | 37          | 15.28     | 16        | 16.05             | 17                | 9.27   | 9      | 8.21                       | 8                          | 13.33       | 14          | 0.96  | 0     | 2.30   | 0      | 2.39              | 0                 | 0.96    | 0       |   |
|                                                               |             |             |           |           |                   |                   |        |        |                            |                            |             |             |       |       |        |        |                   |                   |         |         |   |
| المصدر: National Electoral Committee, Eesti Rahvusringhääling |             |             |           |           |                   |                   |        |        |                            |                            |             |             |       |       |        |        |                   |                   |         |         |   |

## روابط خارجية
- الموقع الرسمي للجنة الوطنية للانتخابات